# Middlestone
Middlestone – wieś w Anglii, w hrabstwie Durham. Leży 12 km na południe od miasta Durham i 366 km na północ od Londynu.